# ليليانا مارتينيلي
ليليانا مارتينيلي (بالإسبانية: Liliana Martinelli) هي منافسة ألعاب القوى أرجنتينية، ولدت في 20 مايو 1970.

## وصلات خارجية
- ليليانا مارتينيلي على موقع الاتحاد الدولي لألعاب القوى (الإنجليزية)
- ليليانا مارتينيلي على موقع أوليمبيديا (الإنجليزية)